# 蓝花大叶报春
蓝花大叶报春（学名：Primula coerulea），为报春花科报春花属下的一个植物种。